# Kràmpack
Kràmpack es una compañía de teatro y una empresa de producción de espectáculos española. Fue fundada en 1994 por Joel Joan, Jordi Sánchez, Mònica Glaenzel y Elisenda Alonso.
Su nombre original fue Companyia l'Idiota, tomando el nombre definitivo de la obra teatral Kràmpack, una de las primeras producciones de la compañía, escrita por Jordi Sánchez, que fue adaptada al cine bajo el mismo nombre de Krámpack.
Posteriormente, como productora y ubicada en Barcelona, estuvo detrás de producciones como Plats bruts, serie televisiva emitida en TV3 con récords de audiencia y que se dobló en castellano para su emisión en Paramount Comedy y en ETB2. Actualmente está disponible la versión doblada en Pluto TV. Asimismo fue la productora de Excuses!, obra de teatro también adaptada al cine (con el mismo nombre de Excuses!) que estuvo en cartel durante seis meses en el Teatro Romea y de la que se hizo una versión en portugués.